# Handball Trophy 2008-2009 (pallamano maschile)
L'Handball Trophy 2008-2009 è stata la quinta edizione del torneo annuale organizzato dalla Federazione Italiana Gioco Handball.
È stato disputato da giovedì 18 a sabato 20 settembre 2008 ed hanno partecipano le otto squadre iscritte al campionato di Serie A Élite 2008-2009.
Gli incontri si sono disputati al Palabursi di Rubiera.
La competizione prevedeva la disputa di due gironi eliminatori da quattro squadre ciascuno con la formula del girone all'italiana con incontri di sola andata; a seguire semifinali e finali.

## Girone A
| Rubiera 18 settembre 2008 | Italgest Salento d'Amare Casarano | 20 – 14 | Al.Pi. Prato |  |

| Rubiera 18 settembre 2008 | Bologna | 22 – 14 | Junior Fasano |  |

| Rubiera 18 settembre 2008 | Italgest Salento d'Amare Casarano | 19 – 15 | Junior Fasano |  |

| Rubiera 18 settembre 2008 | Bologna | 24 – 18 | Al.Pi. Prato |  |

| Rubiera 19 settembre 2008 | Italgest Salento d'Amare Casarano | 15 – 9 | Bologna |  |

| Rubiera 19 settembre 2008 | Junior Fasano | 20 – 18 | Al.Pi. Prato |  |

|  |    | Classifica girone A               | Pti | G | V | N | P | GF | GS | DR  |
|  | -- | --------------------------------- | --- | - | - | - | - | -- | -- | --- |
|  | 1. | Italgest Salento d'Amare Casarano | 9   | 3 | 3 | 0 | 0 | 54 | 38 | +16 |
|  | 2. | Bologna                           | 6   | 3 | 2 | 0 | 1 | 55 | 47 | +8  |
|  | 3. | Junior Fasano                     | 3   | 3 | 1 | 0 | 2 | 49 | 59 | -10 |
|  | 4. | Al.Pi. Prato                      | 0   | 3 | 0 | 0 | 3 | 50 | 64 | -14 |

## Girone B
| Rubiera 18 settembre 2008 | Conversano | 20 – 19 | Gammadue Secchia |  |

| Rubiera 18 settembre 2008 | TeamNetWork Albatro | 17 – 14 | Teknoelettronica Teramo |  |

| Rubiera 18 settembre 2008 | Gammadue Secchia | 17 – 13 | Teknoelettronica Teramo |  |

| Rubiera 18 settembre 2008 | Conversano | 21 – 12 | TeamNetWork Albatro |  |

| Rubiera 19 settembre 2008 | Conversano | 16 – 16 | Teknoelettronica Teramo |  |

| Rubiera 19 settembre 2008 | TeamNetWork Albatro | 21 – 11 | Gammadue Secchia |  |

|  |    | Classifica girone B     | Pti | G | V | N | P | GF | GS | DR  |
|  | -- | ----------------------- | --- | - | - | - | - | -- | -- | --- |
|  | 1. | Conversano              | 7   | 3 | 2 | 1 | 0 | 57 | 47 | +10 |
|  | 2. | TeamNetWork Albatro     | 6   | 3 | 2 | 0 | 1 | 50 | 46 | +4  |
|  | 3. | Gammadue Secchia        | 3   | 3 | 1 | 0 | 2 | 47 | 54 | -7  |
|  | 4. | Teknoelettronica Teramo | 1   | 3 | 0 | 1 | 2 | 43 | 50 | -7  |

## Semifinali 1º - 4º posto
| Rubiera 19 settembre 2008 | Italgest Salento d'Amare Casarano | 19 – 17 | TeamNetWork Albatro |  |

| Rubiera 19 settembre 2008 | Conversano | 20 – 19 | Bologna |  |

## Semifinali 5º - 8º posto
| Rubiera 19 settembre 2008 | Al.Pi. Prato | 18 – 17 | Gammadue Secchia |  |

| Rubiera 19 settembre 2008 | Junior Fasano | 17 – 16 | Teknoelettronica Teramo |  |

## Finale 7º - 8º posto
| Rubiera 20 settembre 2008 | Gammadue Secchia | 20 – 14 | Teknoelettronica Teramo |  |

## Finale 5º - 6º posto
| Rubiera 20 settembre 2008 | Junior Fasano | 16 – 15 | Al.Pi. Prato |  |

## Finale 3º - 4º posto
| Rubiera 20 settembre 2008 | TeamNetWork Albatro | 24 – 20 | Bologna |  |

## Finale 1º - 2º posto
| Rubiera 20 settembre 2008 | Conversano | 37 – 24 | Italgest Salento d'Amare Casarano |  |

## Classifica finale
| Classifica | Squadre                           |
| ---------- | --------------------------------- |
| 1          | Conversano                        |
| 2          | Italgest Salento d'Amare Casarano |
| 3          | TeamNetWork Albatro               |
| 4          | Bologna                           |
| 5          | Junior Fasano                     |
| 6          | Al.Pi. Prato                      |
| 7          | Gammadue Secchia                  |
| 8          | Teknoelettronica Teramo           |